# Schachweltmeisterschaft 2024
Die Schachweltmeisterschaft 2024 wurde vom 25. November bis zum 12. Dezember 2024 im Resorts World Sentosa auf der zu Singapur gehörenden Insel Sentosa ausgetragen. Der amtierende Schachweltmeister Ding Liren wurde von D. Gukesh, Gewinner des Kandidatenturniers, herausgefordert.
Der Wettkampf umfasste 14 Normalpartien. Mit einem Sieg in der letzten Partie erreichte Gukesh die notwendigen 7,5 Punkte und wurde der 18. Schachweltmeister.

## Kandidatenturnier
Der Herausforderer des Weltmeisters wurde im April 2024 beim Kandidatenturnier in Toronto ermittelt. Es siegte der 17-jährige Inder D. Gukesh mit einem halben Punkt Vorsprung vor den punktgleichen Spielern Nakamura, Nepomnjaschtschi und Caruana. Damit war er der bislang jüngste Sieger eines Kandidatenturniers und zugleich der jüngste Herausforderer in der Geschichte der Schachweltmeisterschaften. Der frühere Weltmeister und zu jenem Zeitpunkt Führende der Weltrangliste, Magnus Carlsen, hatte am Kandidatenturnier – obwohl qualifiziert – nicht teilgenommen.
| Platz | Spieler                | Punkte |
| ----- | ---------------------- | ------ |
| 1     | D. Gukesh              | 9      |
| 2     | Hikaru Nakamura        | 8½     |
| 3     | Jan Nepomnjaschtschi   | 8½     |
| 4     | Fabiano Caruana        | 8½     |
| 5     | R. Praggnanandhaa      | 7      |
| 6     | Santosh Gujrathi Vidit | 6      |
| 7     | Alireza Firouzja       | 5      |
| 8     | Nicat Abasov           | 3½     |

## Reglement
Die Weltmeisterschaft bestand aus 14 Partien mit langer Bedenkzeit, d. h. 120 Minuten für die ersten 40 Züge, danach erhielten die Spieler weitere 30 Minuten zuzüglich eines Zeitinkrements von 30 Sekunden je Zug. Ein Remis per Vereinbarung war erst ab dem 41. Zug möglich. Im Rahmen der Eröffnungszeremonie wurde ausgelost, dass Gukesh mit den weißen Steinen begann. Danach wechselten die Farben mit jeder Partie. Es wurde pro Tag jeweils eine Partie gespielt, wobei nach jeweils drei Spieltagen ein Ruhetag eingeschoben wurde.
Mit dem Erreichen von 7,5 Punkten war die Weltmeisterschaft entschieden. Hätte es nach 14 Partien ausgeglichen 7:7 gestanden, war ein Tie-Break mit immer kürzer werdender Bedenkzeit vorgesehen: Zunächst wären vier Schnellschachpartien mit einer Startzeit von 15 Minuten und zehn Sekunden Zeitinkrement ab dem ersten Zug gefolgt, bei weiterem Gleichstand zwei Partien mit einer Startzeit von zehn Minuten und Zeitinkrement von fünf Sekunden pro Zug. Hätte sich auch hier ein unentschiedenes Resultat ergeben, wäre mit Blitzschachpartien (drei Minuten Startzeit, zwei Sekunden Inkrement) fortgesetzt worden; zunächst ein Duell mit zwei Partien, hätte dieses ausgeglichen geendet, wären einzelne Partien so lange gespielt worden, bis eine Partie einen Sieger gefunden hätte.
Hauptschiedsrichter war Abd Hamid Bin Abd Majid aus Malaysia.

## Verlauf
Alle Partien begannen um 17 Uhr Ortszeit (10 Uhr MEZ).
Wegen Dings Formschwäche in den vergangenen Monaten einerseits und dem sehr starken Abschneiden von Gukesh bei der Schacholympiade 2024 andererseits sahen viele Kommentatoren den Herausforderer in einer Favoritenrolle.
In der ersten Partie überraschte Ding durch die Wahl der Französischen Verteidigung. Er schob früh einen Bauern bis nach a3 vor, der sich nach der Abwicklung ins Endspiel als entscheidender Vorteil erwies. Ding errang somit schon zum Wettkampfauftakt einen Schwarzsieg.
|   | a | b | c | d | e | f | g | h |   |
| 8 |   |   |   |   |   |   |   |   | 8 |
| 7 |   |   |   |   |   |   |   |   | 7 |
| 6 |   |   |   |   |   |   |   |   | 6 |
| 5 |   |   |   |   |   |   |   |   | 5 |
| 4 |   |   |   |   |   |   |   |   | 4 |
| 3 |   |   |   |   |   |   |   |   | 3 |
| 2 |   |   |   |   |   |   |   |   | 2 |
| 1 |   |   |   |   |   |   |   |   | 1 |
|   | a | b | c | d | e | f | g | h |   |

1:0. Noch vor der Ausführung von 37. ... Th5 war die Bedenkzeit von Schwarz abgelaufen. Nach 38. Lxf5 Txh1 39. Lxd7+ nebst 40. Txh1 (oder 38. ... gxf5 Txh5) hätte Weiß einen partieentscheidenden Materialvorteil.
Nach einem ereignisarmen Remis in der zweiten Partie entschied sich Gukesh, in der dritten Partie nicht erneut mit e4 zu eröffnen, sondern mit d4. In der Abtauschvariante des abgelehnten Damengambits ergab sich eine sehr komplexe Stellung. Beide Könige blieben im Zentrum. Schwarz hatte zwar die bessere Bauernstruktur, aber einer seiner Läufer geriet auf Abwege. Vor allem zahlte sich Gukeshs Eröffnungsvorbereitung bei der Bedenkzeit aus. Im 37. Zug verlor Ding durch Zeitüberschreitung, allerdings in inzwischen verlorener Stellung (siehe Diagramm).
In den folgenden Partien war keiner der beiden Spieler bereit, ein größeres Risiko einzugehen, weshalb die meisten von ihnen recht direkt in ausgeglichene Endspiele mündeten und allesamt remis endeten. In Partie Nr. 5 bot sich für Ding ein minimaler Vorteil, den er jedoch nicht verwertete.
|   | a | b | c | d | e | f | g | h |   |
| 8 |   |   |   |   |   |   |   |   | 8 |
| 7 |   |   |   |   |   |   |   |   | 7 |
| 6 |   |   |   |   |   |   |   |   | 6 |
| 5 |   |   |   |   |   |   |   |   | 5 |
| 4 |   |   |   |   |   |   |   |   | 4 |
| 3 |   |   |   |   |   |   |   |   | 3 |
| 2 |   |   |   |   |   |   |   |   | 2 |
| 1 |   |   |   |   |   |   |   |   | 1 |
|   | a | b | c | d | e | f | g | h |   |

Zwischenzeitlich bewertete Stockfish 16 (Tiefe 52) den Vorteil von Gukesh mit bis zu +3,3. Gukesh wählte in dieser Situation allerdings statt 44. Lxe4 die schlechtere Fortsetzung mit 44. Ke1?!
In der siebten Partie stand Gukesh lange Zeit vorteilhaft, laut Computer sogar auf Gewinn, fand jedoch in der Diagrammstellung nicht die beste Fortsetzung. Nachdem die Türme und die meisten Bauern abgetauscht waren, opferte Ding seinen Springer für den letzten verbliebenen weißen Bauern und erzwang so das Remis durch mangelndes Mattmaterial. Auch die Partien 8, 9 und 10 endeten remis.
|   | a | b | c | d | e | f | g | h |   |
| 8 |   |   |   |   |   |   |   |   | 8 |
| 7 |   |   |   |   |   |   |   |   | 7 |
| 6 |   |   |   |   |   |   |   |   | 6 |
| 5 |   |   |   |   |   |   |   |   | 5 |
| 4 |   |   |   |   |   |   |   |   | 4 |
| 3 |   |   |   |   |   |   |   |   | 3 |
| 2 |   |   |   |   |   |   |   |   | 2 |
| 1 |   |   |   |   |   |   |   |   | 1 |
|   | a | b | c | d | e | f | g | h |   |

Der letzte Zug von Schwarz (28. ... Dc7-c8??) ermöglichte 29. Dxc6! mit Figurengewinn. Nach 29. ... bxc6 gewinnt Weiß mit 30. Txb8 Dxb8 31. Txb8+ die Dame zurück und verfügt über einen Springer mehr. 29. ... Dxc6 scheitert an 30. Lxc6. Schwarz gab nach 29. Dxc6! auf. (Ding hätte den Angriff über die b-Linie mit 28. ... Sb4 mindestens vorläufig unterbinden können.)
|   | a | b | c | d | e | f | g | h |   |
| 8 |   |   |   |   |   |   |   |   | 8 |
| 7 |   |   |   |   |   |   |   |   | 7 |
| 6 |   |   |   |   |   |   |   |   | 6 |
| 5 |   |   |   |   |   |   |   |   | 5 |
| 4 |   |   |   |   |   |   |   |   | 4 |
| 3 |   |   |   |   |   |   |   |   | 3 |
| 2 |   |   |   |   |   |   |   |   | 2 |
| 1 |   |   |   |   |   |   |   |   | 1 |
|   | a | b | c | d | e | f | g | h |   |

Indem er den Turm von f4 nach f2 zog und Schwarz den Figurenabtausch ermöglichte, beging Ding den entscheidenden Fehler, verlor Partie und Weltmeisterschaft. Mit stattdessen 55. Ta4 und weiterhin Kontrolle der vierten Reihe ist kein Gewinnweg für Schwarz erkennbar.
In der elften Partie eröffnete Gukesh mit 1. Sf3, und es entstand eine aggressive Stellung, vergleichbar mit dem Blumenfeld-Gambit, jedoch mit vertauschten Farben. Wie schon in den vorangegangenen Partien war das Zeitmanagement beider Spieler fragwürdig: Ding dachte bereits über seinen 4. Zug 38 Minuten lang nach, Gukesh benötigte für den 11. Zug über 60 Minuten. Daher hatten beide Spieler bereits lange vor der Zeitkontrolle nur noch wenig Bedenkzeit übrig. Gukesh wehrte die Drohungen Dings erfolgreich ab und erhielt für die Investition eines Bauern einen druckvollen Angriff über die b-Linie und die lange Diagonale. Statt die Linie mit seinem Springer zu blockieren, zog Ding die Dame zurück und übersah, dass Gukesh dadurch mindestens eine Figur gewann. Nach 29. Dxc6! (siehe Diagramm) gab Ding auf, wodurch Gukesh erstmals in diesem Wettkampf in Führung lag.
Doch bereits in der folgenden Partie glich Ding aus: In der englischen Partie gelang es Ding mit Weiß, die meisten Figuren auf dem Brett zu behalten, das Zentrum zu beherrschen und kontinuierlich den Druck zu erhöhen. Die Partie wurde von Ding selbst und von vielen Kommentatoren als seine beste Leistung seit langem angesehen. Sie wurde durch ein Turmopfer im 39. Zug gekrönt, das Gukesh zur Aufgabe zwang. Ansonsten hätte Weiß eine zweite Dame bekommen. Die 13. Partie endete remis.
In der 14. und entscheidenden Partie war Ding offenbar auf ein Remis aus. Er tauschte möglichst viele Figuren ab und opferte zu diesem Zweck sogar einen Bauern. Im so erreichten Endspiel hatte Gukesh keinen signifikanten Vorteil, und alle Beobachter erwarteten ein Remis. Dann aber wollte Ding offenbar die noch verbliebenen Türme abtauschen, um das Remis zu fixieren (Läuferendspiel mit gleichfarbigen Läufern und einem Mehrbauern für Schwarz), und übersah dabei, dass Gukesh auch den Abtausch der Läufer erzwingen und so in ein gewonnenes Bauernendspiel überleiten konnte. Ding gab kurz darauf die Partie und damit den Weltmeisterschaftskampf auf.

### Verlaufstabelle
| Nr.        | Datum (2024) 10:00 Uhr MEZ | Partieergebnis (Ding : Gukesh) | Eröffnung                                                         | ECO- Schlüssel | Züge | Zwischenstand | Zwischenstand | Link   |
| Nr.        | Datum (2024) 10:00 Uhr MEZ | Partieergebnis (Ding : Gukesh) | Eröffnung                                                         | ECO- Schlüssel | Züge | Ding          | Gukesh        | Link   |
| ---------- | -------------------------- | ------------------------------ | ----------------------------------------------------------------- | -------------- | ---- | ------------- | ------------- | ------ |
| 01         | Mo., 25. Nov.              |  1:0                           | Französische Verteidigung, Klassisches System (Steinitz-Variante) | C11            | 42   | 1             | 0             | [ 6 ]  |
| 02         | Di., 26. Nov.              |  ½:½                           | Italienische Partie (Giuoco Piano)                                | C50            | 23   | 1½            | ½             | [ 7 ]  |
| 03         | Mi., 27. Nov.              |  0:1                           | Abgelehntes Damengambit, Abtauschvariante (durch Zugumstellung)   | D35            | 37   | 1½            | 1½            | [ 8 ]  |
| 1. Ruhetag |                            |                                |                                                                   |                |      |               |               |        |
| 04         | Fr., 29. Nov.              |  ½:½                           | Zukertort-Eröffnung                                               | A06            | 42   | 2             | 2             | [ 9 ]  |
| 05         | Sa., 30. Nov.              |  ½:½                           | Französische Verteidigung, Abtauschvariante                       | C01            | 40   | 2½            | 2½            | [ 10 ] |
| 06         | So., 1. Dez.               |  ½:½                           | Londoner System                                                   | D02            | 46   | 3             | 3             | [ 11 ] |
| 2. Ruhetag |                            |                                |                                                                   |                |      |               |               |        |
| 07         | Di., 3. Dez.               |  ½:½                           | Grünfeld-Indisch                                                  | D78            | 72   | 3½            | 3½            | [ 12 ] |
| 08         | Mi., 4. Dez.               |  ½:½                           | Sizilianisch im Anzuge                                            | A21            | 51   | 4             | 4             | [ 13 ] |
| 09         | Do., 5. Dez.               |  ½:½                           | Katalanische Eröffnung                                            | E00            | 54   | 4½            | 4½            | [ 14 ] |
| 3. Ruhetag |                            |                                |                                                                   |                |      |               |               |        |
| 10         | Sa., 7. Dez.               |  ½:½                           | Londoner System                                                   | D02            | 36   | 5             | 5             | [ 15 ] |
| 11         | So., 8. Dez.               |  0:1                           | Réti-Eröffnung, Vorstoßvariante (… 2. d5–d4)                      | A09            | 29   | 5             | 6             | [ 16 ] |
| 12         | Mo., 9. Dez.               |  1:0                           | Englische Eröffnung                                               | A13            | 39   | 6             | 6             | [ 17 ] |
| 4. Ruhetag |                            |                                |                                                                   |                |      |               |               |        |
| 13         | Mi., 11. Dez.              |  ½:½                           | Französische Verteidigung, Klassisches System (Steinitz-Variante) | C11            | 68   | 6½            | 6½            | [ 18 ] |
| 14         | Do. 12. Dez.               |  0:1                           | Grünfeld-Indisch im Anzuge                                        | A08            | 58   | 6½            | 7½            | [ 19 ] |

Von den 14 Partien endeten neun remis, dreimal gewann Weiß und zweimal Schwarz.